# 囊泡融合
囊泡融合(英文：Vesicle fusion)是囊泡與其他囊泡或細胞膜一部分的融合。在後一種情況下，這是分泌性囊泡分泌的最終階段，在那裡，其內容物通過胞吐作用從細胞中排出。囊泡還可以與其他靶細胞區室融合，例如溶體。 當分泌性囊泡暫時停靠並融合在稱為多孔體的細胞質膜的杯狀結構的底部時，細胞就會發生胞吐作用，這是細胞中的普遍分泌機制。在細胞內鈣離子（Ca2 +）濃度增加的情況下，囊泡融合可能取決於SNARE蛋白。